# Катерпилар D11
Caterpillar D11 е американски трактор с гъсенично задвижване, от клас тежък булдозер, производство на компанията Caterpillar.
D11 се произвежда в две модификации – стандартен D11R, и супер тежкия D11R CD – вторият най-тежък булдозер в света след Комацу D575. Моделът D11R CD притежава дизелов двигател с мощност 935 к.с. (698 kW) и тегло 113 тона.
Caterpillar D11 е произведен с цел преместване на огромни по обем и тегло материали (пръст, скална маса, руда и др.) на къси дистанции и обширни, удобни за маневриране местности (кариери, мини). D11 е най-използван в минно-добивната, дърводобивната, пътностроителната и др. промишлености.
Може да бъде използван и в селското стопанство за изваждане на скални късове от почвата, поради наличието на къртач в задната част на машината. Къртачът обикновено е един, но може да се модифицира в няколко къртача, подредени в линия. Скалите, които остават след машината, обикновено са раздробени на по-малки късове, което улеснява товаренето и транспортирането им. Поради тази причина машината е много използвана при подготовката на нови лозови масиви в Калифорния, САЩ, където в почвата има стари късове лава, които D11 изтръгва с лекота.